# Гудим, Николай Александрович
Никола́й Алекса́ндрович Гу́дим  (30 (11) июня 1882, Брянск, Орловская губерния — 2 (15) июля 1915, Балтийское море) — российский подводник, Капитан второго ранга (25 ноября (6 декабря) 1914 г.).

## Биография
Родился 11 июля 1882 года в городе Брянск, в семье потомственного орловского дворянина Александра Гудима. В 1902 году окончил Морской кадетский корпус. Окончил курсы учебного воздухоплавательного парка в 1903 году. В ноябре 1903 г. на время отсутствия М. Н. Большева назначен заведующим временной воздухоплавательной станцией в Севастополе. Участвовал в русско-японской войне, проходя службу на крейсере I ранга «Россия». Так же в 1904—1905 гг. во Владивостоке проходит службу в воздухоплавательном парке Морского министерства. В 1907 году окончил Офицерский класс подводного плавания. Командовал подводными лодками: «Скат», «Окунь», «Дракон», «Акула». С 6 декабря 1914 года капитан 2 ранга. В 1910 году переведен на службу в Балтийский флот. В 1910 году совместно с заведующим плавмастерской транспорта «Ксения» Борисом Сальяром предложил применить телескопическую трубу для судовой вентиляции и удлинить газоотводную трубу от дизелей (прообраз современных шнорхелей). Погиб вместе с подводной лодкой «Акула» при выходе к Мемелю 15 ноября 1915 г.

## Сочинения
- Н. А. Гудим. Тактика подводных лодок. — СПб., 1911.

## Награды
- Орден Святого Станислава III степени (1905)
- Орден Святой Анны III степени (13 апреля 1908)
- Орден Святого Владимира IV степени (1915)
- Орден Святого Станислава II степени (1915)